# Christopher Smith (historien)
Pour les articles homonymes, voir Christopher Smith et Smith.
Christopher John Smith (né le 2 juillet 1965 à Aylesbury, Angleterre) est un académicien britannique et un spécialiste de la Rome antique. 

## Biographie
Il est professeur d'histoire de l'Antiquité à l'université St. Andrews et a été de 2009 à 2017 le directeur de la British School at Rome. Il est notamment membre de la Royal Historical Society, de la Society of Antiquaries of London et de la Royal Society of Arts,. Il a été récompensé par le Premio Cultori di Roma 2017 de l'Istituto Nazionale di Studi Romani.

## Publications
Liste non exhaustive.
- Early Rome and Latium: Economy and Society c. 1000 to 500 BC Oxford : Clarendon Press ; New York : Oxford University Press, 1996.  (ISBN 9780198150312).
- The Roman Clan: The Gens from Ancient Ideology to Modern Anthropology. 	Cambridge ; New York : Cambridge University Press, 2006.  (ISBN 9780521856928).
- Christopher John Smith; Anton Powell; Tim Cornell, eds. The lost memoirs of Augustus and the development of Roman autobiography. Swansea [Wales]: Classical Press of Wales; Oakville, CT: Distributor in the United States of America, David Brown Book Co., 2009.  (ISBN 9781905125258).
- CJ Smith, RJ Covino (eds). Praise and Blame in Roman Republican Oratory. 	Swansea : Classical Press of Wales ; Oakville, CT : Distributor in the United States of America, David Brown Book Co., 2011.  (ISBN 9781905125463).
- Peter Derow; Christopher John Smith; Liv Mariah Yarrow, eds. Imperialism, Cultural Politics, and Polybius. Oxford ; New York : Oxford University Press, 2012.  (ISBN 9780199600755).